# Дрентельн
Дрентельн (нем. von Drenteln) — дворянский род.

## Происхождение и история рода
Родоначальник их, Карстен Дрентельн, был ревельским бургомистром (1592—1601). Род Дрентельнов внесен в матрикул лифляндского и эстляндского дворянства и во II часть дворянской родословной книги Рязанской губернии.

## Известные представители
- Reinhold Johann von Drenteln (1729—1785)
  - Роман Иванович фон Дрентельн (1773—1836) — действительный статский советник, командир Одесского пехотного полка
    - Дрентельн, Александр Романович (1820—1888) — генерал-адъютант, генерал от инфантерии, член Государственного совета, шеф Отдельного корпуса жандармов, командующий войсками Киевского военного округа и Киевский, Подольский и Волынский генерал-губернатор.
      - Дрентельн, Александр Александрович (1868—1925) — генерал-майор, командир Преображенского полка, сын Александра Романовича.

    - Дрентельн, Сергей Романович (1823—1865) — служил в Кирасирском принца Петра Ольденбургского и Драгунском лейб-гвардии полках, затем в различных казачьих полках Сибири (Иркутском, Енисейском, Конном Забайкальского казачьего войска). С 1856 — командир Енисейского Конного казачьего полка[2]. Брат А. Р. Дрентельна.
      - Дрентельн, Николай Сергеевич (1855—1919) — педагог, преподаватель физики и химии. Преподавал в Петербурге в Земской учительской школе (1892—1914), Александровском кадетском корпусе, вечерних классах при Путиловском заводе (1916—1918). Автор методических пособий и популярных книг по физике и химии. Сын С. Р. Дрентельна[3][4][5].
      - Дрентельн, Елизавета Сергеевна (1857—?) — врач, сокурсница известного врача А. Г. Архангельской. Автор книг и статей, посвященных гинекологии, акушерству и «женскому вопросу». Заведовала Рукавишниковской лечебницей Московского губернского земства[6]. Работала в Харькове и Кисловодске. В Харькове открыла частную женскую лечебницу. Дочь С. Р. Дрентельна.

  - Magnus Johan (Maximilian) von Drenteln (1774—1828)
    - Дрентельн, Юлий Максимович фон (1814—1880) — генерал-майор (с 1875), командир 29-й и 2-й артиллерийских бригад[7], Георгиевский кавалер (с 1857, за выслугу лет[8]), двоюродный брат А. Р. Дрентельна[9].
      - Дрентельн, Владимир Юльевич фон (псевд. Владимир Юрьев; 1858—1911) — поэт, участник русско-японской войны[10], сын Ю. М. фон Дрентельна.